# くすぐりフェティシズム
くすぐりフェティシズム（Tickling fetishism）は性的フェティシズムの一種。くすぐられることによって性的快感を得る。「knismolagnia」とも呼ぶ。

## 概要
くすぐられることによって性的快感を得られる者もいる。

## メディア・グッズ
BDSMの分野においてはハーモニー社などのフェティッシュビデオを制作していたメーカーがTickling（くすぐり）というジャンル名で販売していた。下着姿の女性同士が片方を拘束してくすぐる、あるいは互いにくすぐり合う、といった内容のこれらのビデオには性行為がいっさい登場せず、延々と4、50分くすぐられる半裸の女性しか映っていない。S女性（tickler）は女王様ブーツで羽根や刷毛を持ち、M女性（ticklee）は囚われのお姫様で拘束衣（腋・乳首・おへそ・局部に穴のあいた下着やボディスーツ）で底に穴のあいた長靴で靴下の上から女王様が両手の爪で足の裏くすぐりが出来るようフェティッシュな演出がされているものもある。
またくすぐられるという行為のため女優は大声で笑うだけで、悩ましい喘ぎ声は少なく性的興奮を傍目では理解しづらい。日本ではこのジャンルの動画は少なく、バブル期に「笑体常」シリーズがVHSビデオで出ていたが１万円代と高価であった。また、海外と異なり男性が拘束された美女をくすぐるものが多かった。

## 注意
SMプレイにおいては、拘束した上で行なうことも多く、実際にくすぐられるとまともな言葉を発することは困難になる。またプレイとしてパートナーと行なう場合には、雰囲気を楽しむために「だめ」「やめて」などの否定的な言葉はたいがい無視される。そうした場合本当に「だめ」で「やめて」ほしい場合でも（この場合呼吸困難で酸欠症状が起こっても）パートナーが行為をやめない場合がある。そのためプレイ前にセーフワード、もしくはサインを決めておき、適切にプレイを止める方法を確保しておく必要がある。拘束したM女性の片手の紐を一箇所ほどけるようにして、くすぐられる側がプレイ緊急中止できる設定が前項のフェティッシュビデオではされていた。

## くすぐりを扱った小説・文芸作品
- 『海へ』島崎藤村 実業之日本社 1918年（大正7年）
- 『女の踏絵』梶山季之 講談社 1965年（『小説現代』1965年掲載）
- 『紫の火花』梶山季之 主婦と生活社 1965年（『週刊女性』1965年連載）
- 『青い旋律』梶山季之 集英社 1970年（『女性セブン』1969年連載）
- 『性科学XYZ』（セクソロジーXYZ）梶山季之 集英社 1970年（『女性セブン』1969年連載、『小説セブン』不定期掲載）

## くすぐりを扱った映像作品
- 『アラスカ魂』（アメリカ映画 1960年 主演：ジョン・ウェイン）[3]
- 『バンデットQ（Time Bandits）』（イギリス映画 1981年）
- 『バロン（The Adventures of Baron Munchausen）』（イギリス映画 1989年 監督：テリー・ギリアム）
- 『キャノンボール2』（アメリカ・香港合作映画 1984年 主演：バート・レイノルズ）[4]
- 『ロボコップ2』（アメリカ映画 1990年 主演：ピーター・ウェラー）[5]
- 『くすぐリングス』（日本）